# Andreas Berlin
Andreas (Anders) Berlin född 20 maj 1746, död 12 juni 1773. 
Andreas Berlin var son till Henrik Berlin (1704–1781) och Anna Catharina Hellström (1711–1799). Han skrevs in vid Uppsala universitet i februari 1765, och redan i slutet av följande år, den 17 december 1766, försvarade han under Carl von Linné avhandlingen Usus muscorum, Om mossors användning. Berlin fortsatte sina studier under Linné 1767–1768, samt under medicinprofessorn Jonas Sidrén åren 1768–1769. År 1770 erhöll Berlin det så kallade Stieglerska stipendiet och kunde då resa till London.
Han tillbringade därefter ett par år i London under Joseph Banks, vars assistent han blev, och Daniel Solander. I början av år 1773 reste Berlin mot Afrika som assistent åt den engelske botanisten och affärsmannen Henry Smeathman. Berlin avled dock redan i juni 1773, 27 år gammal, strax efter framkomsten till Guinea.